# Buxus arborea
Buxus arborea es una especie de planta de la familia Buxaceae. Es endémica de Jamaica.  Está tratada en peligro de extinción por pérdida de hábitat. 

## Taxonomía
Buxus arborea fue descrita por George Richardson Proctor y publicado en Bulletin of the Institute of Jamaica, Science Series 16: 23. 1967[1967].
Etimología
Buxus: nombre genérico que deriva del griego antiguo bus, latinizado buxus,  buxum que es nombre dado al boj.
arborea: epíteto latino que significa "como un árbol".